# Hedotettix latifemuroides
Hedotettix latifemuroides är en insektsart som beskrevs av Zheng, Z. och Jiang 2004. Hedotettix latifemuroides ingår i släktet Hedotettix och familjen torngräshoppor. Inga underarter finns listade i Catalogue of Life.